# Gūyjeh Qayah
Gūyjeh Qayah (persiska: گوجِه قَيِه, گُوگچِه قَيِه, غُلوچِه قيا, گُوگجِه قَيِه, گوگجِه قِيا, گُوگجِه قيا, گويجه قيه, Gūjeh Qayeh) är en ort i Iran. Den ligger i provinsen Zanjan, i den nordvästra delen av landet, 300 km väster om huvudstaden Teheran. Gūyjeh Qayah ligger 1 857 meter över havet och antalet invånare är 919.
Terrängen runt Gūyjeh Qayah är huvudsakligen kuperad, men åt nordost är den platt. Runt Gūyjeh Qayah är det ganska glesbefolkat, med 47 invånare per kvadratkilometer. Närmaste större samhälle är Zanjan, 17,3 km öster om Gūyjeh Qayah. Trakten runt Gūyjeh Qayah består i huvudsak av gräsmarker.